# 180 př. n. l.

## Narození
- Gaius Lucilius, římský satirik († 103 př. n. l.)
- Apollodóros z Athén, řecký historik, gramatik a filozof († 120 př. n. l.)

## Úmrtí
- 18. srpna – Císařovna Lü, manželka Kao-cua, prvního císaře říše Chan (* 241 př. n. l.)

## Hlavy států
- Seleukovská říše – Seleukos IV. Filopatór (187 – 175 př. n. l.)
- Řecko-baktrijské království – Demetrius I. (200 – 180 př. n. l.) » Apollodotus I. (180 – 160 př. n. l.)
- Parthská říše – Friapatios (185 – 176 př. n. l.)
- Egypt – Ptolemaios V. Epifanés (204 – 180 př. n. l.) » Ptolemaios VI. Filométor (180 – 145 př. n. l.)
- Bosporská říše – Spartacus V. (200 – 180 př. n. l.) » Pairisades III. (180 – 150 př. n. l.)
- Pontus – Farnaces I. (185 – 170 př. n. l.)
- Kappadokie – Ariarathes IV. (220 – 163 př. n. l.)
- Bithýnie – Prusias II. (182 – 149 př. n. l.)
- Pergamon – Eumenés II. (197 – 159 př. n. l.)
- Athény – Telesarchides (181 – 180 př. n. l.) » Dionysius (180 – 179 př. n. l.)
- Makedonie – Filip V. (221 – 179 př. n. l.)
- Epirus – vláda épeiroské ligy (231 – 167 př. n. l.)
- Římská republika – konzulové Aulus Postumius Albinus Luscus, C. Calpurnius Piso a Q. Fulvius Flaccus (180 př. n. l.)
- Numidie – Masinissa (202 – 148 př. n. l.)